# Strongylognathus karawajevi
Strongylognathus karawajevi là một loài côn trùng thuộc họ Formicidae. Đây là loài đặc hữu của Ukraina.